# 모델옵스

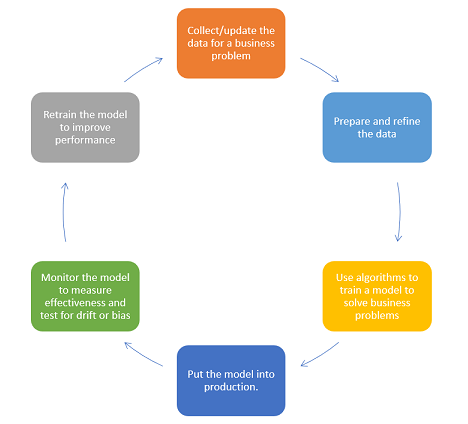
모델옵스 사이클

모델옵스(ModelOps)는 가트너의 정의에 따르면 기계 학습, 지식 그래프, 규칙, 최적화, 언어 및 에이전트 기반 모델이며 모델옵스는 모든 기업 AI 전략의 핵심이다. 모델을 프로덕션에 배치한 후 기술 및 비즈니스 KPI를 포함한 일련의 거버넌스 규칙에 따라 결과 애플리케이션을 평가하고 업데이트하는 등 기업 전체에서 프로덕션에 있는 모든 모델의 모델 수명주기를 조율한다. 이를 통해 비즈니스 도메인 전문가는 데이터 과학자와 독립적으로 프로덕션에서 AI 모델을 평가할 수 있다.
포브스 기사에서는 모델옵스를 홍보했다. "기업이 진정한 엔터프라이즈 AI 조직이 되기 위해 AI 이니셔티브를 확장함에 따라, 완전히 운영화된 분석 기능을 갖추게 되면 모델옵스가 중심이 되어 데이터옵스와 데브옵스를 모두 연결하게 된다."고 기술했다.